# Haggada
La Haggada(h) de Pessah (en hébreu : הַגָּדָה שֶׁל פֶּסַח - récit de la Pâque) désigne un ensemble de textes destinés au Séder, banquet rituel juif. Elle tire son nom de la narration de la sortie d'Égypte prescrite par la Torah (Exode 13:8) et est lue chaque année au cours du mois de Nissan, deux soirs de suite à la table du Séder par les Juifs de la diaspora, un seul soir pour les Juifs israéliens.

## Présentation
La Haggadah (en hébreu : הַגָּדָה, du verbe « raconter » ; pluriel : Haggadot) est un texte juif qui énonce l'ordre du Séder de la Pâque. Selon la pratique juive, lire la Haggadah à la table du Séder est un accomplissement de la mitzvah quil incombe à chaque Juif pour raconter à ses enfants l'histoire du Livre de l'Exode sur Dieu qui sort les Israélites de l'esclavage en Égypte, « avec une main forte et un bras étendu ».
Dans sa forme actuelle, elle contient des :
- versets et leur exégèse,
- psaumes de louanges,
- « dits de Sages »,
- bénédictions,
- prières et poèmes liturgiques

conçus pour célébrer annuellement la délivrance miraculeuse de l'esclavage, après que la destruction du Temple de Salomon a rendu caduc le rite essentiel de l'offrande pascale.

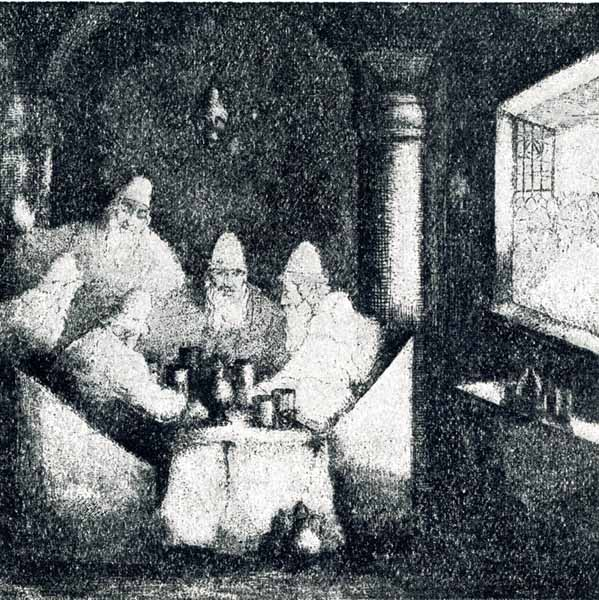
Les cinq rabbins de la Haggadah par Joseph Budko (1921)

L'Encyclopaedia Universalis définit ainsi la Haggadah : « La définition purement formelle de l'Haggadah — à savoir la partie de l'enseignement rabbinique ne possédant pas de caractère juridique — ne rend que très imparfaitement compte du contenu positif de cet ensemble d'enseignements, dont la matière représente un tiers du Talmud de Babylone, un sixième du Talmud de Jérusalem et de nombreuses œuvres entrant dans le cadre du Midrash Haggadah. C'est là que l'on peut découvrir les exégèses et les interprétations homilétiques des rabbins de l'Antiquité. Cette immense littérature représente un univers mental où abondent allusions, jeux de mots et paradoxes. Elle fut pendant des siècles l'unique mode d'expression littéraire du peuple juif et utilise souvent les ressources du folklore, et des fables empruntées au contexte culturel de l'époque. Il y a dans l'Haggadah à la fois une liberté d'interprétation très large et une cohérence sous-jacente non moins réelle. Les interprétations, en effet, visent toutes un référentiel qui leur est commun, la Torah, laquelle exprime pour tous les docteurs la volonté de Dieu pour son monde. Les effets littéraires ou ludiques ne sont toujours que seconds par rapport à la finalité essentielle des rabbins : enseigner et faire pratiquer la Loi par les masses juives ; défendre et illustrer le judaïsme à l'égard des contestations païennes gnostiques ou chrétiennes ».
Le texte désigne ainsi ces rabbins de l'Antiquité : « Rabbi Eliézer (ben Hyrcanos), Rabbi Yehochoua (ben 'Hanania), Rabbi Eliazar (ben Azaria), Rabbi Akiba (ben Joseph) et Rabbi Tarfone s'étaient attablés à Bné-Brak (Israël antique) et s'entretinrent de la sortie d'Egypte pendant toute la nuit de Pessa'h, jusqu'au moment où leurs disciples vinrent leur dire : " Maîtres, il est l'heure de réciter le Chema du matin " ».
Sur Deutéronome  XI, 21, le Sifré indique: « Si tu souhaites connaître Celui par lequel le monde vint à l'être, alors étudie l'Haggadah, car par elle tu connaîtras le Saint — béni soit-Il — et tu suivras ses voies ».

## Scripteurs et datation
Selon la tradition juive, la Haggadah a été compilée pendant les périodes mishnaïque et talmudique, bien que la date exacte soit inconnue. Elle n'aurait pas pu être écrite plus tôt que l'époque de Judah bar Ilai (c. 170 CE), qui est le dernier Tanna (docteur de la Mishna) à y être cité. Abba Arika et Samuel de Nehardea (c. 230 CE) ont argumenté sur la compilation de la Haggadah, qui n'avait pas été achevée à ce moment-là ; elle est donc antérieure à cette époque. Sur la base d'une déclaration talmudique, elle a été achevée à l'époque de « Rav Nachman ». Il existe un différend à ce propos : selon certains commentateurs, il s'agit de (en)Rav Nachman bar Yaakov (c. 280 EC), tandis que d'autres soutiennent qu'il s'agit de (en)Rav Nachman bar Yitzchak (360 EC).
Cependant, le Malbim ainsi qu'une minorité de commentateurs pensent qu'Abba Arika et Samuel de Nehardea ne se disputaient pas à propos de la compilation du texte, mais plutôt sur son interprétation, et que la Haggadah a donc été achevée avant cette date. Selon cette explication, elle a été écrite au cours de la vie de Juda ha-Nassi (135 - c. 220 EC) — qui était un élève de Judah bar Ilia et le professeur d'Abba Arika et Samuel —, le compilateur de la Mishna. Les Malbim s'entendent ainsi pour affirmer que la Haggadah a été compilée par Judah ha-Nassi lui-même,.
Au cours des siècles suivants, diverses pièces sont ajoutées et modifiées, jusqu'à ce qu'elles soient finalement solidifiées autour de 700 à 800 CE.

## Haggadotcélèbres

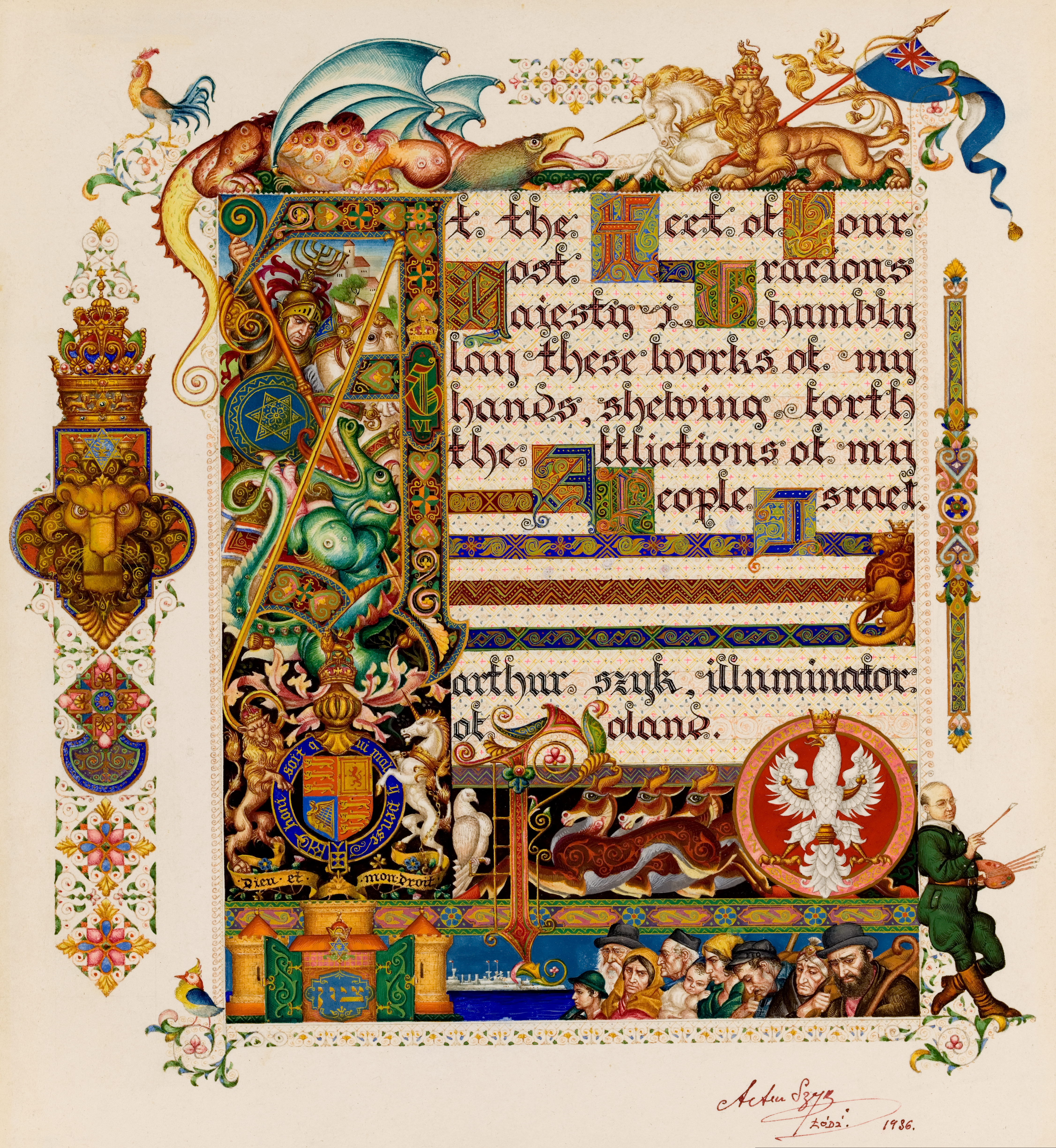
Haggadah dédiée au roi George VI par Arthur Szyk (1936).

La Haggada de Bordeaux, parue en 1813, est la première et la seule qui soit manuscrite, enluminée et produite en France au XIXe siècle. Accompagnée d'une traduction de l'hébreu en français par Mardochée Venture, interprète du roi pour les langues orientales, elle fut écrite par Isaac Soreph et illustrée par son frère Jacob à l'occasion du mariage en 1813 de leur neveu et fils, Isaac Soreph (1793-1861) avec Léa Lévy Alvarès (1792-1871, sœur de David Lévi Alvarès.
En 2013, une Haggadah très usagée, appartenant à des prisonniers juifs, a été découverte dans le camp d'extermination de Chelmno en Pologne.

## Galerie

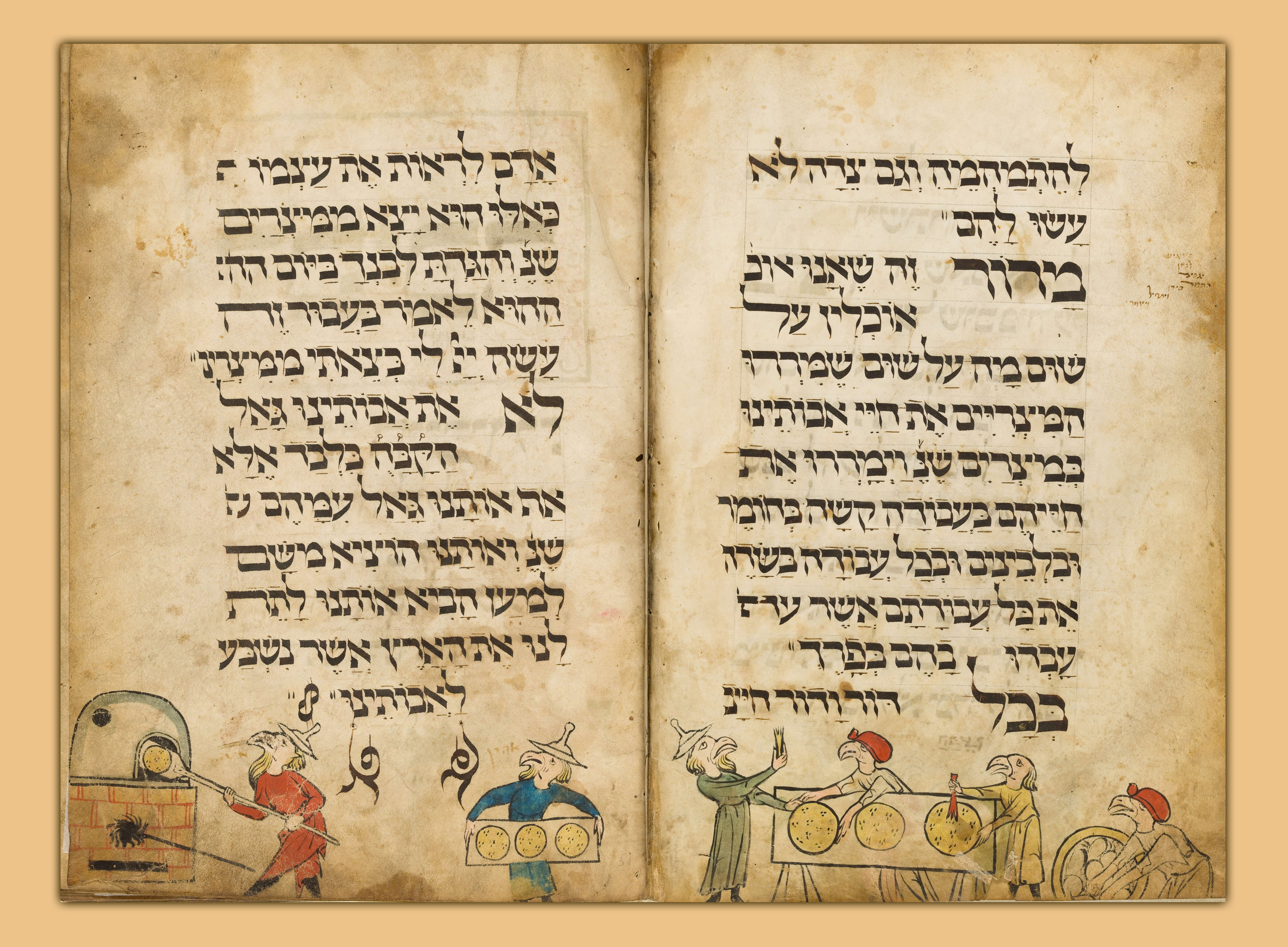
Haggadah à têtes d'oiseaux, de Menahem (v. 1300(.
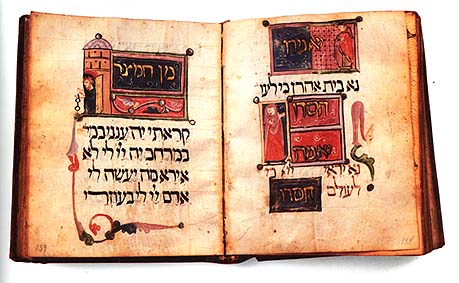
Haggadah Sasoon, Espagne (1320).
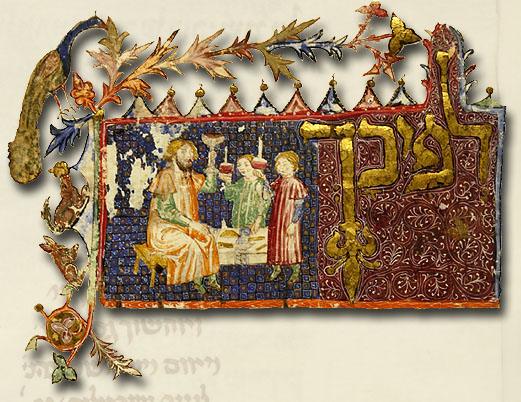
Haggadah Kaufmann, Catalogne (XIVe siècle)
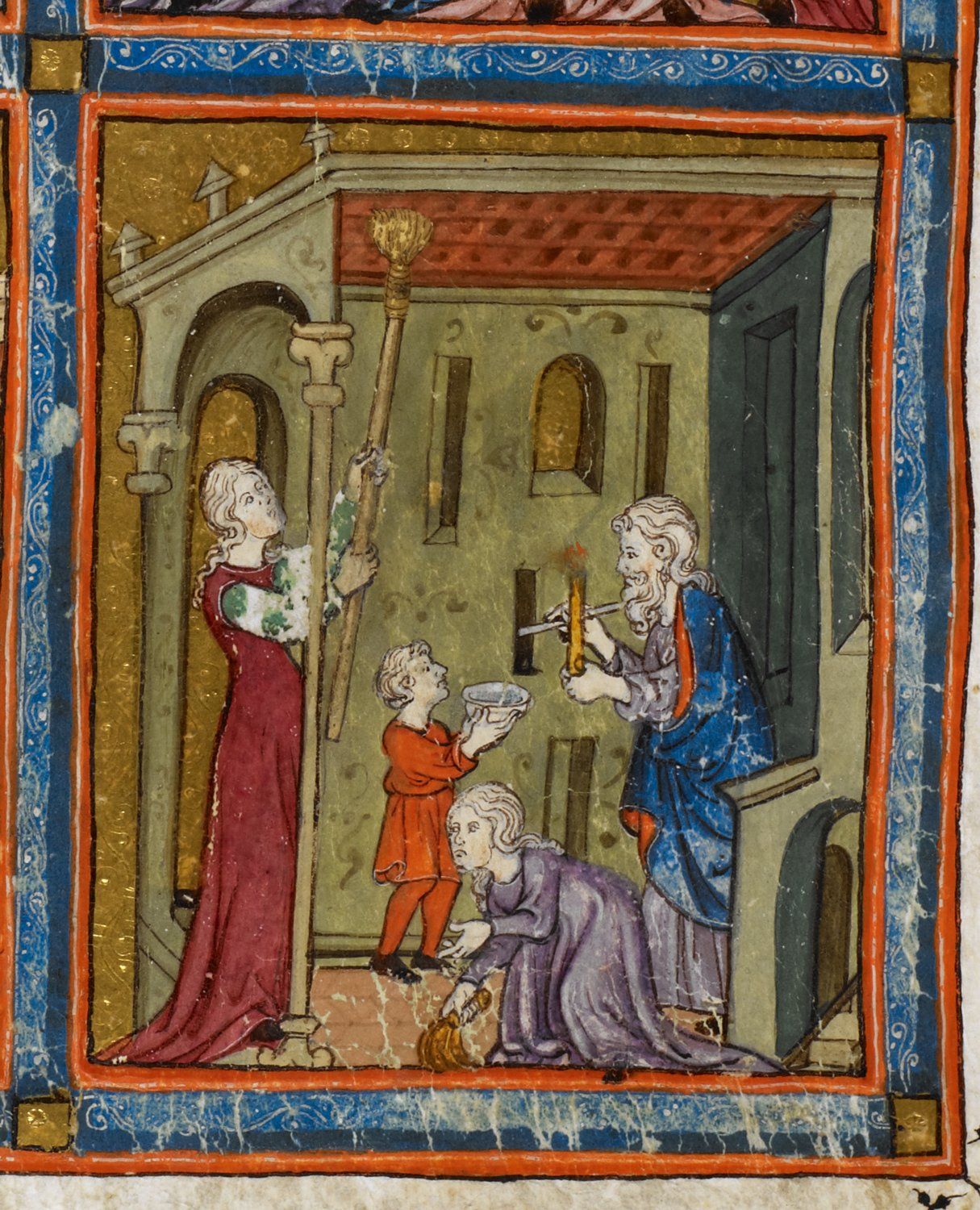
Haggadah dorée (1320).
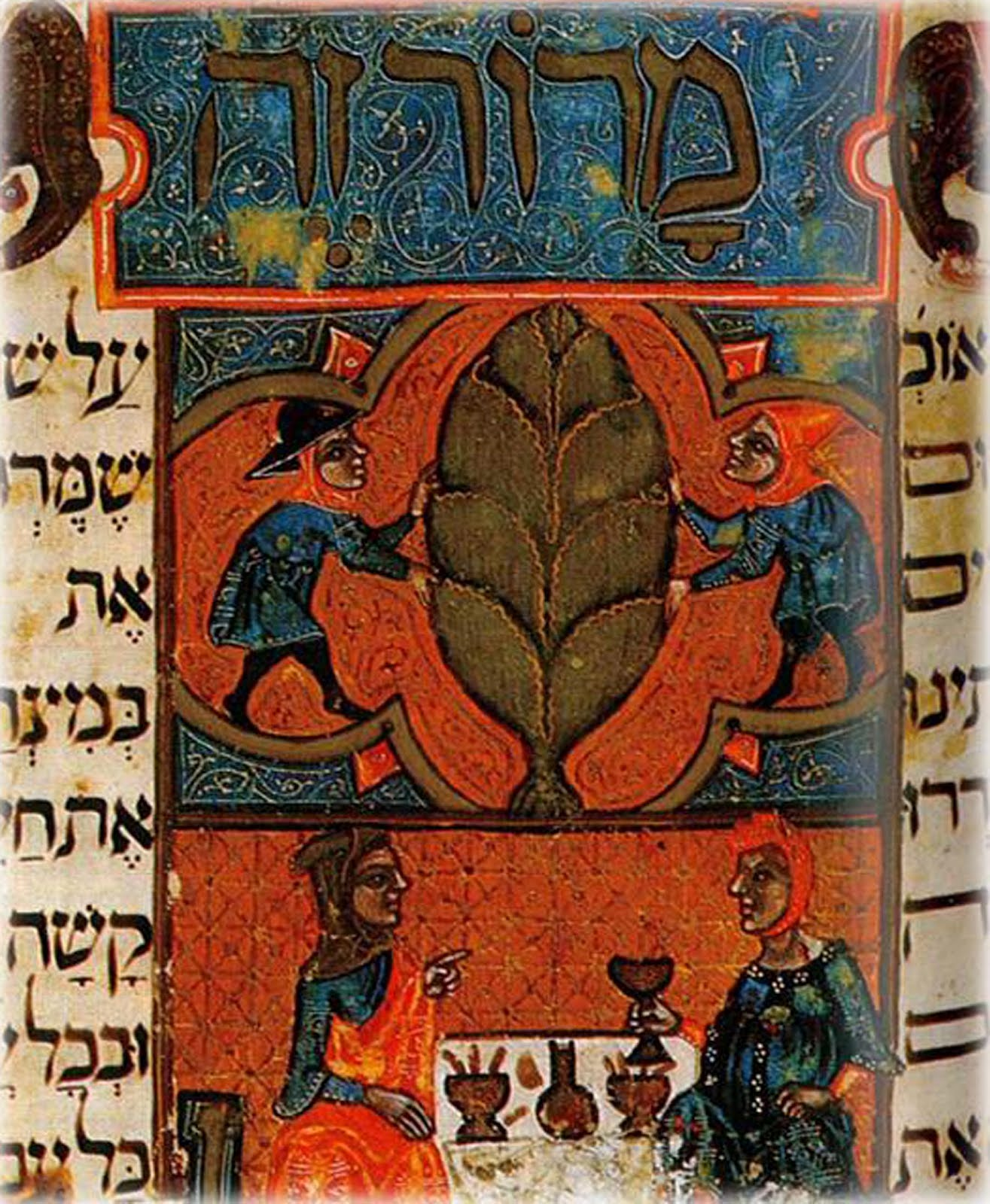
Haggadah de Rylands, Barcelone (1350).
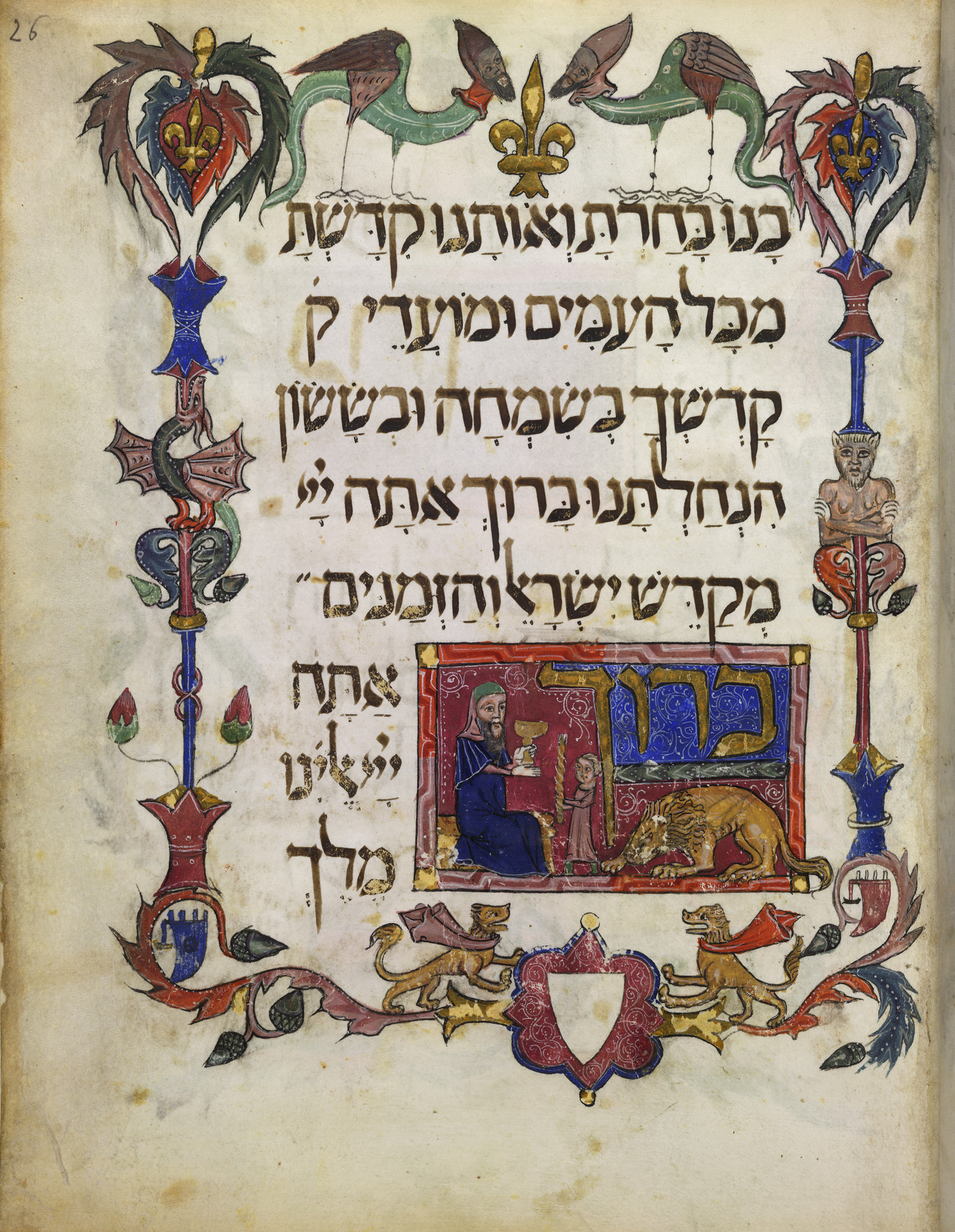
Haggadah, Barcelone (XIVe siècle)
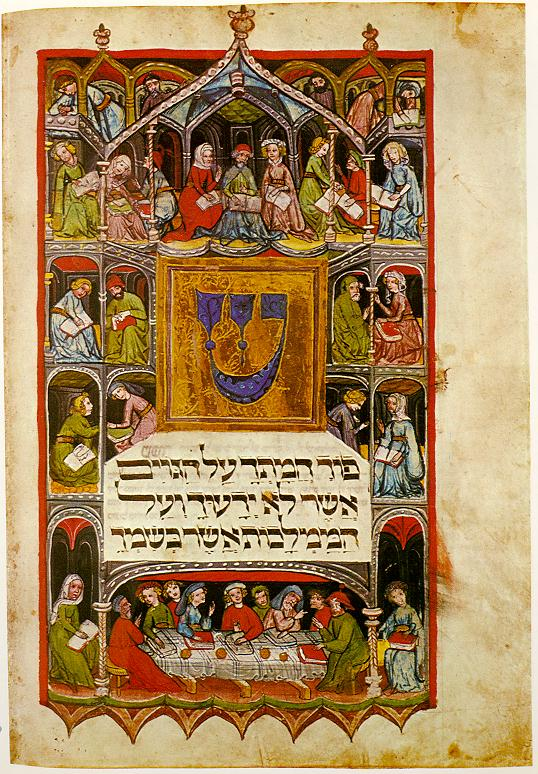
Haggadah de Heidelberg à Darmstadt (1430).
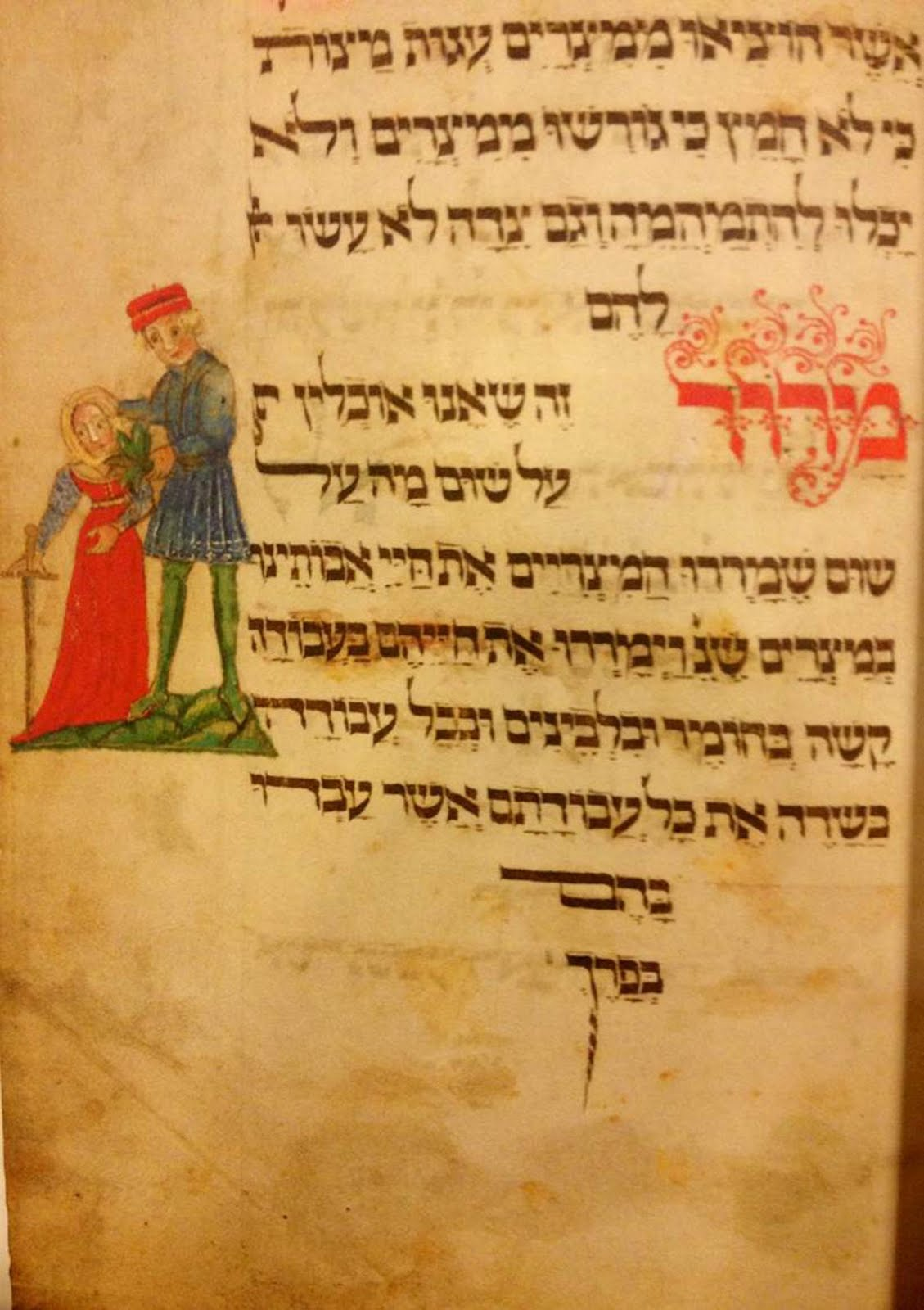
Haggadah de Washington (Moyen Age).
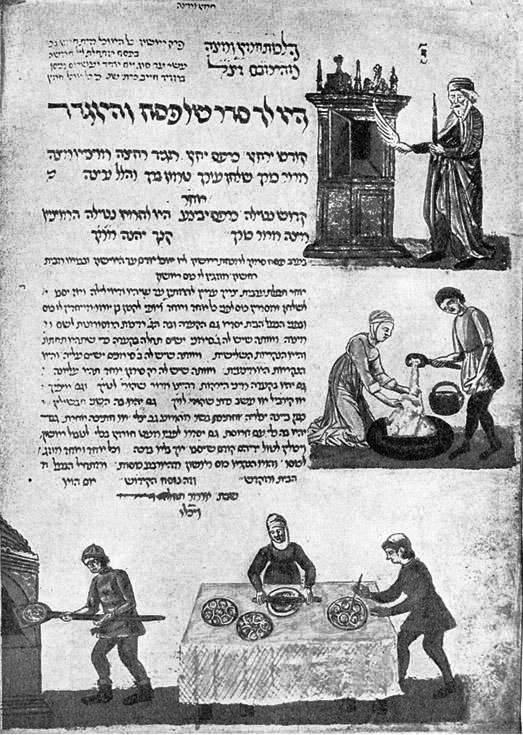
Haggadah occidentale (XVe siècle)
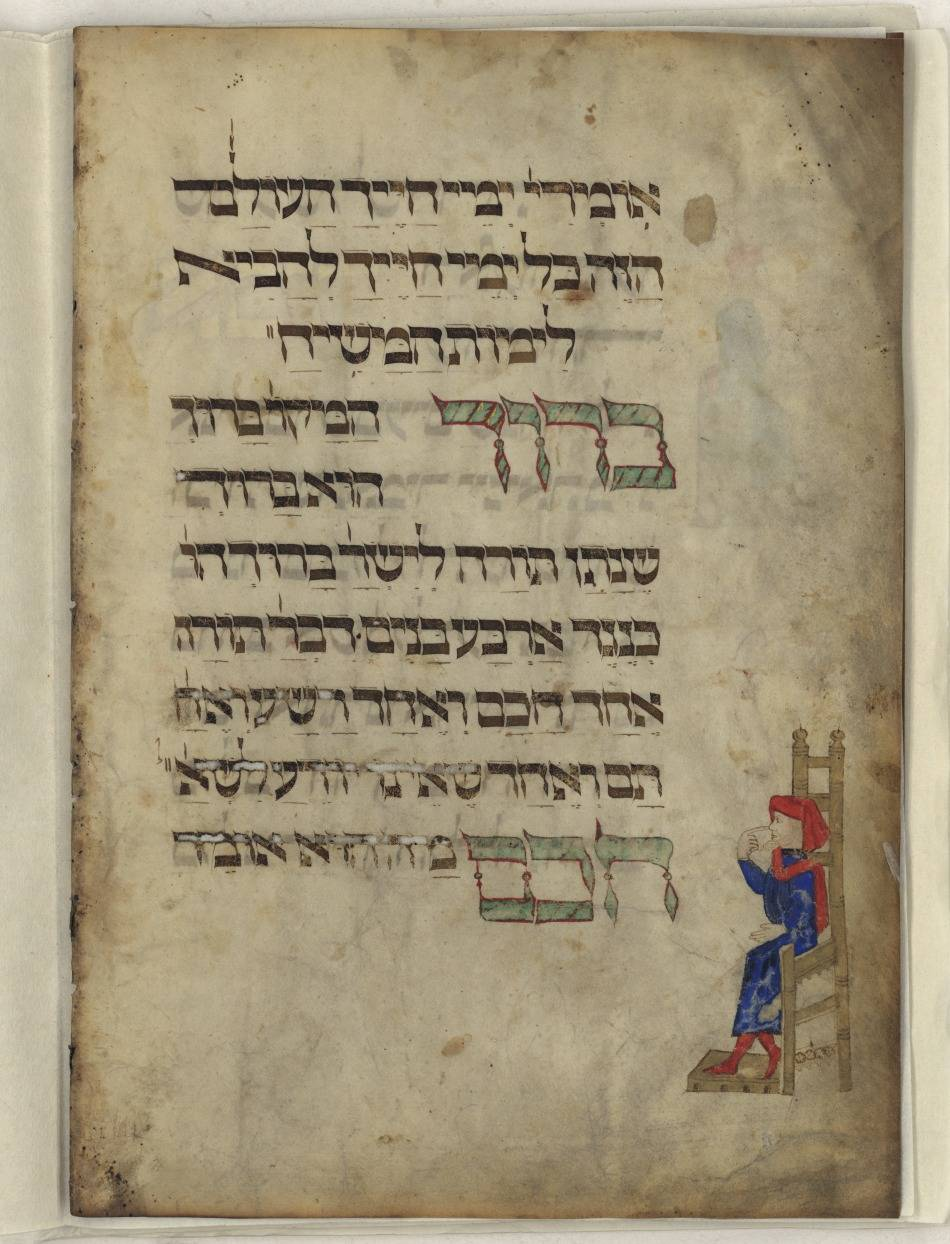
Haggadah Rothschild (1450).
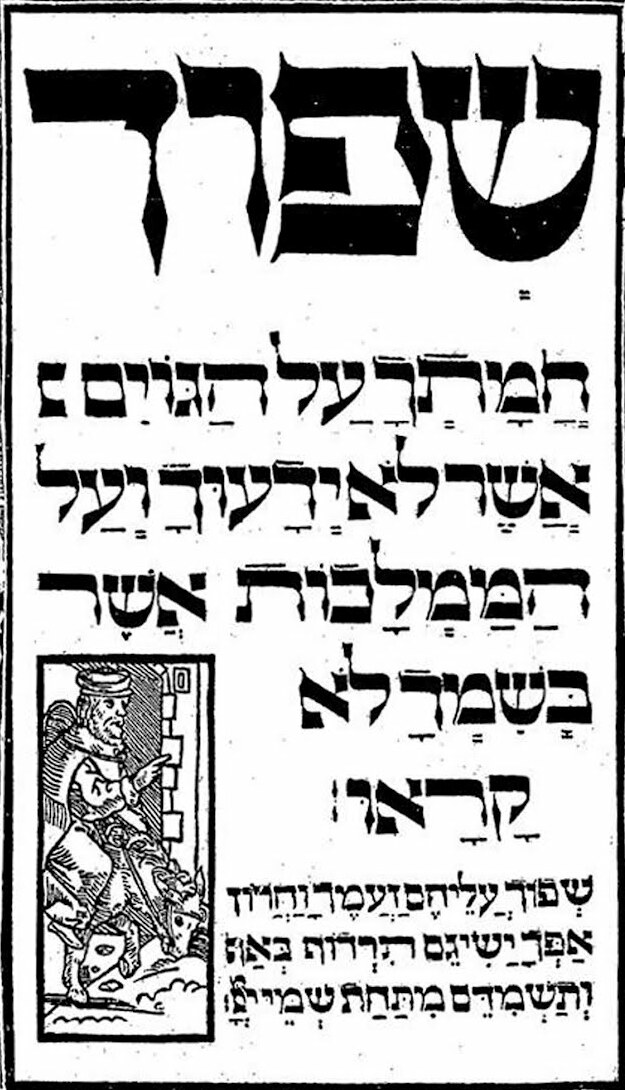
Haggadah, Prague (1527).
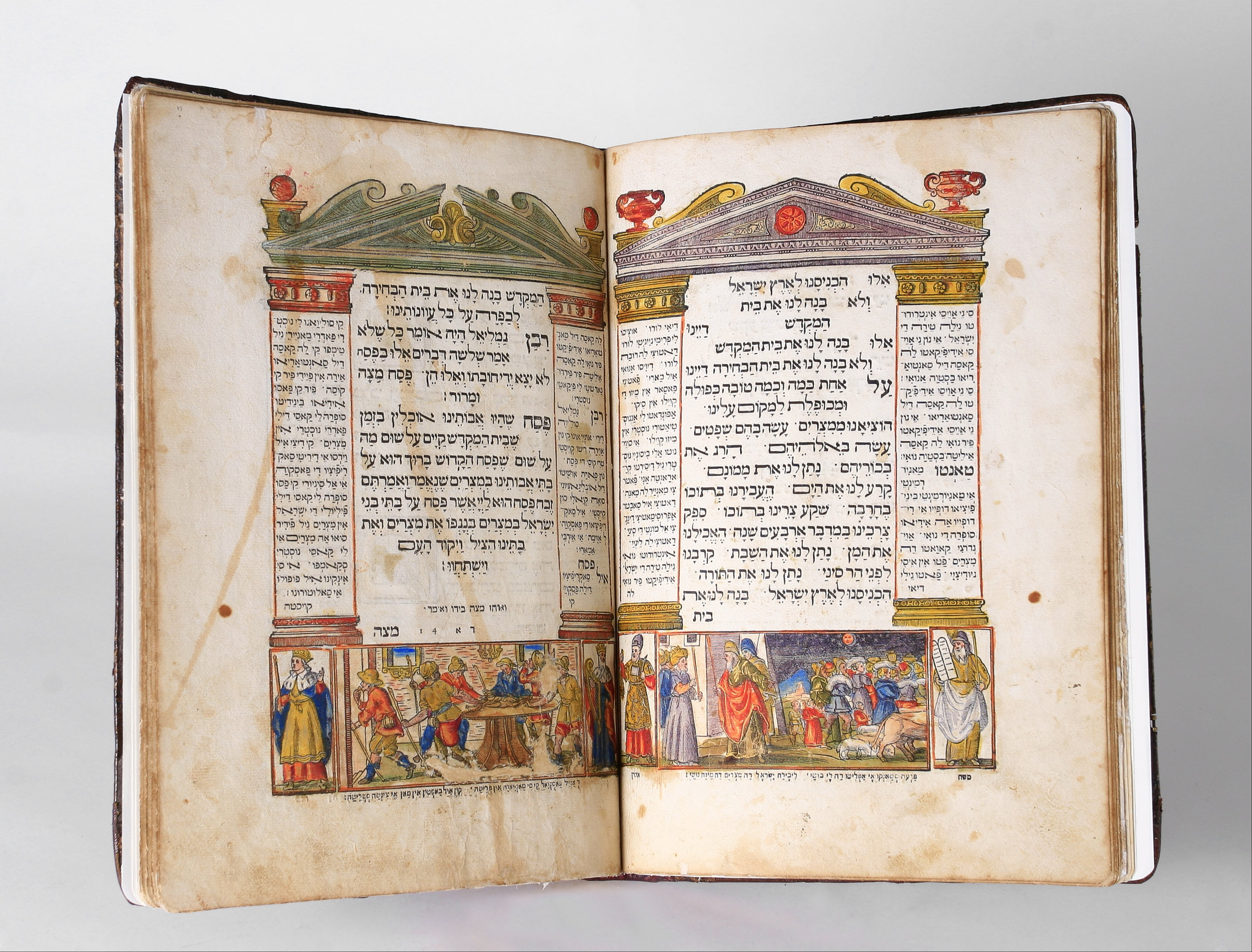
Haggadah Israel ben Daniel ha-Zifroni, Venise (1609).
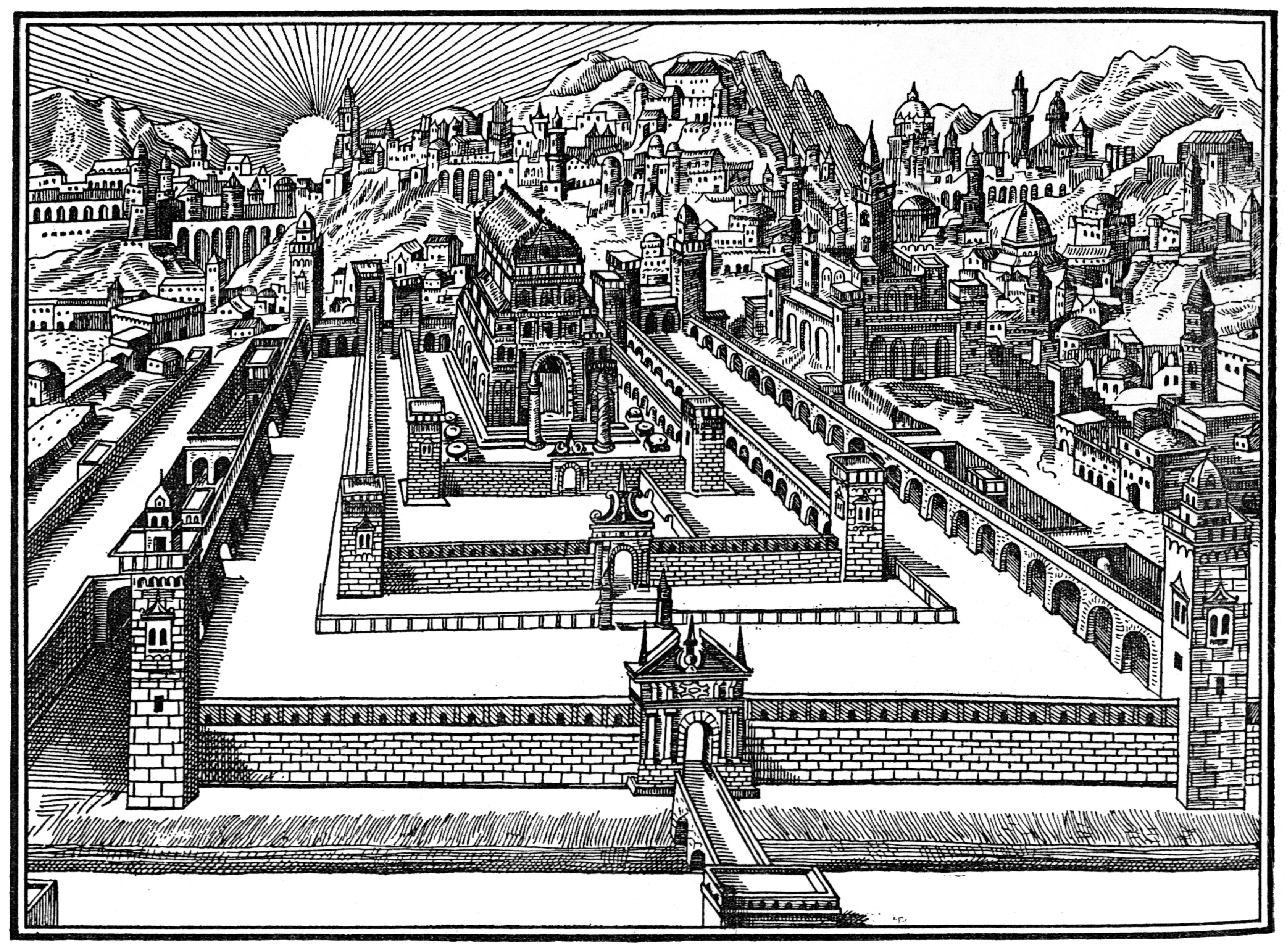
Haggadah, Amsterdam (1685).
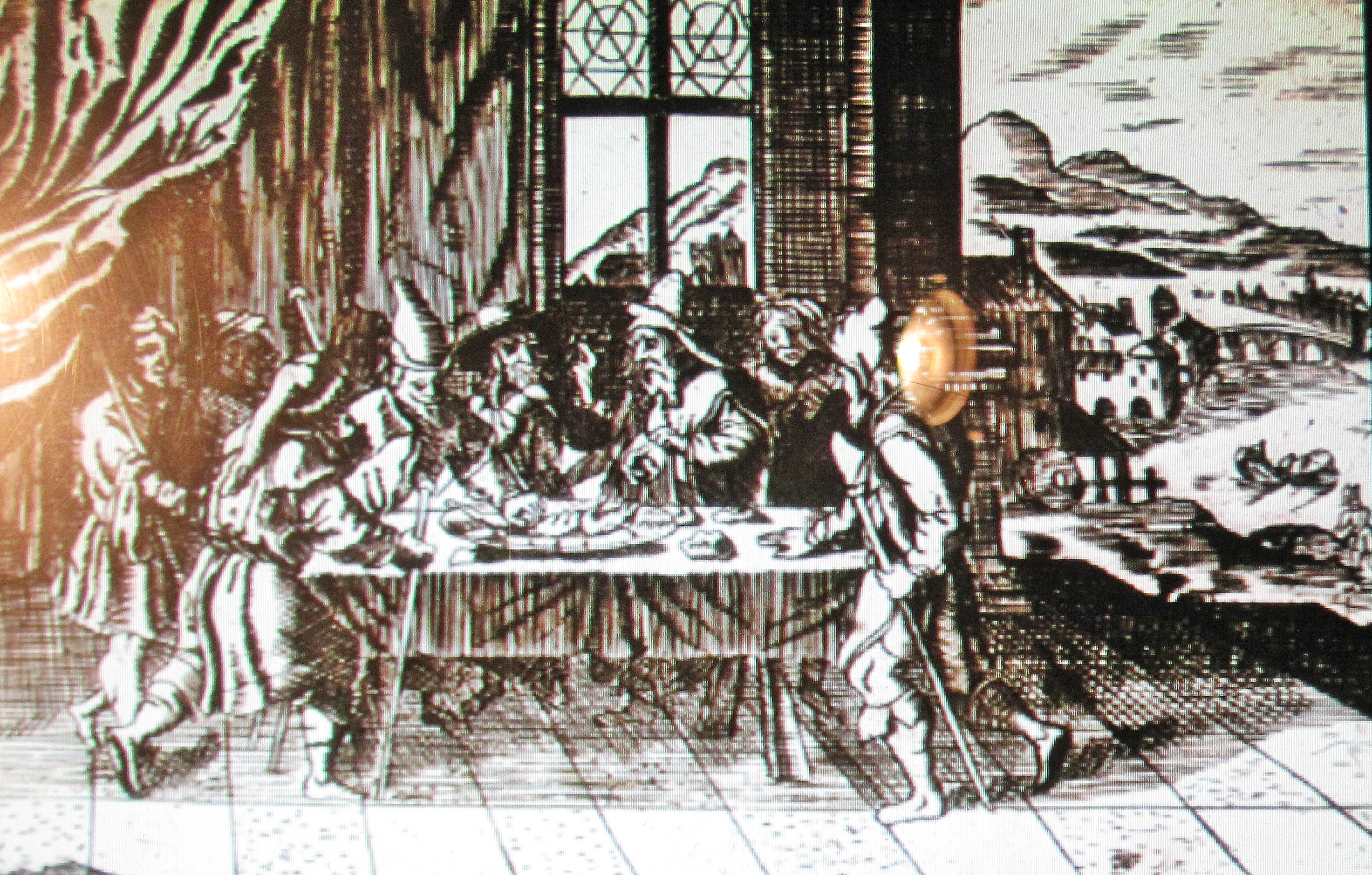
Haggadah d'Amsterdam (1695).
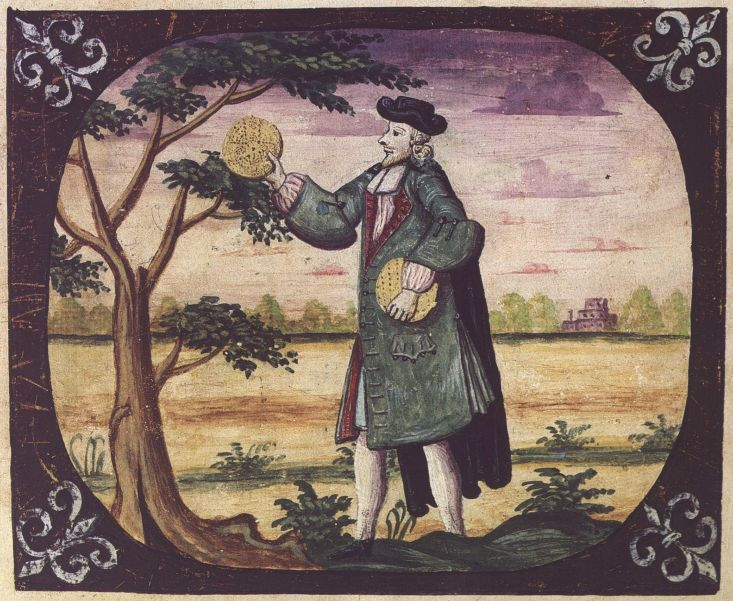
Haggadah de Hambourg (1739).
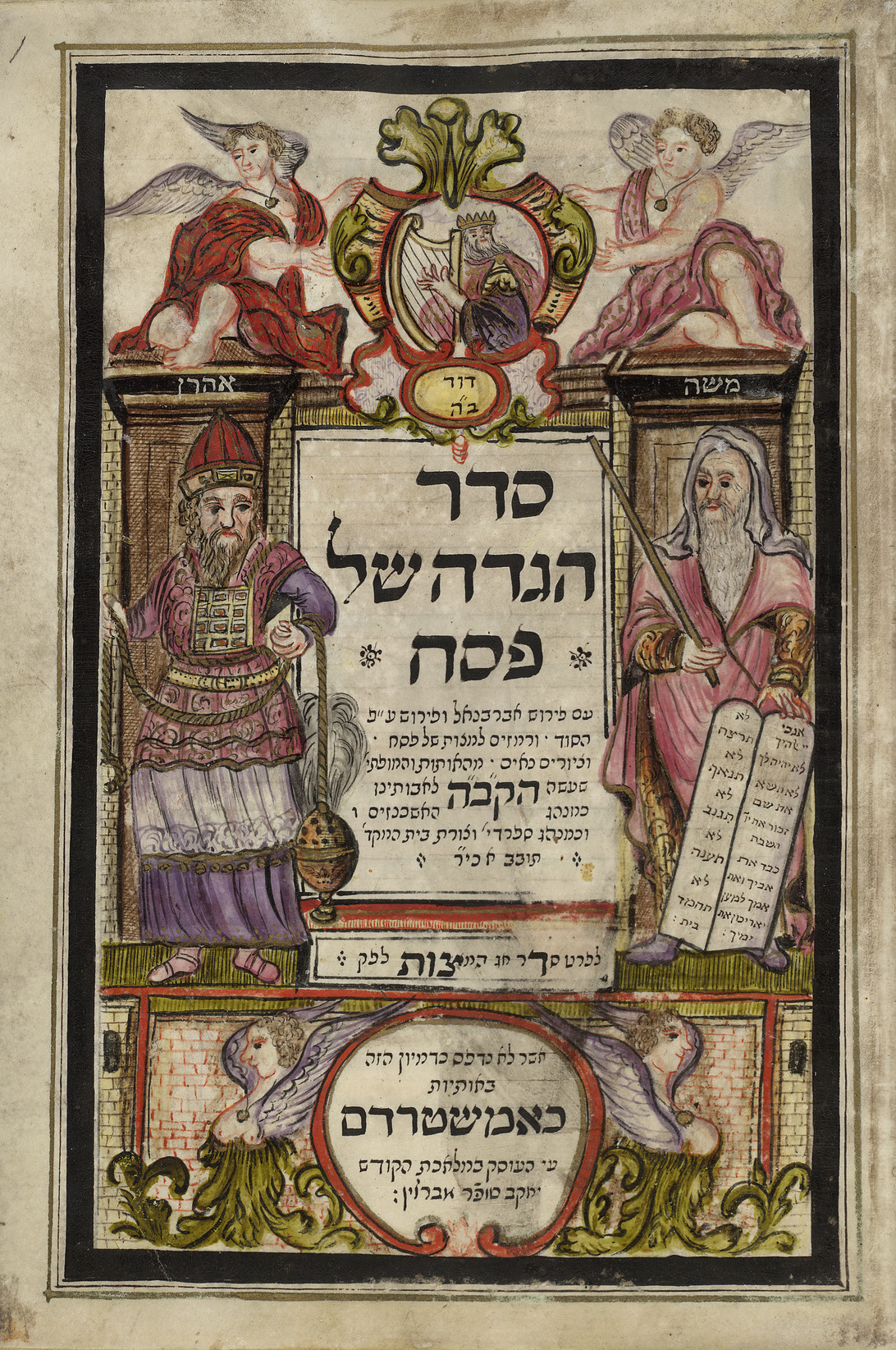
Haggadah de Yacob ben Judah Leib de Berlín, avec commentaires d'Isaac Abravanel, Londres (1740).
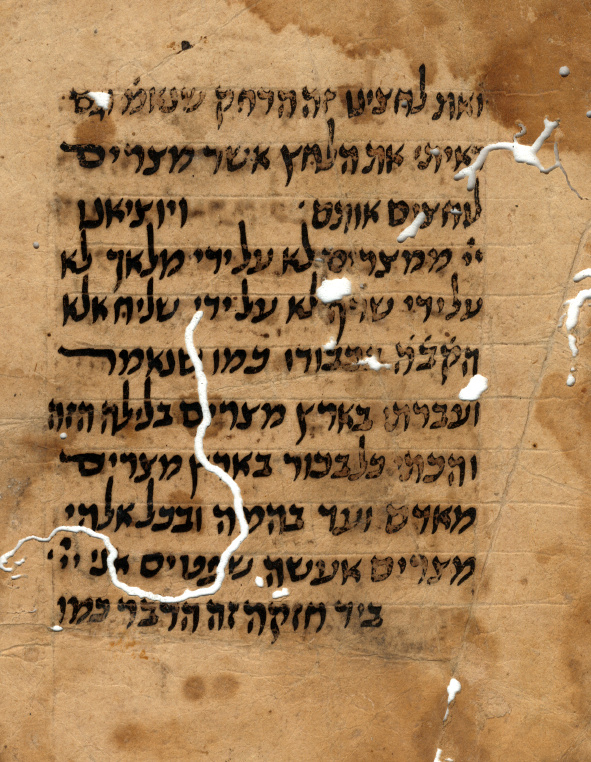
Haggadah de la Gueniza du Caire (entre 870 et 1880).
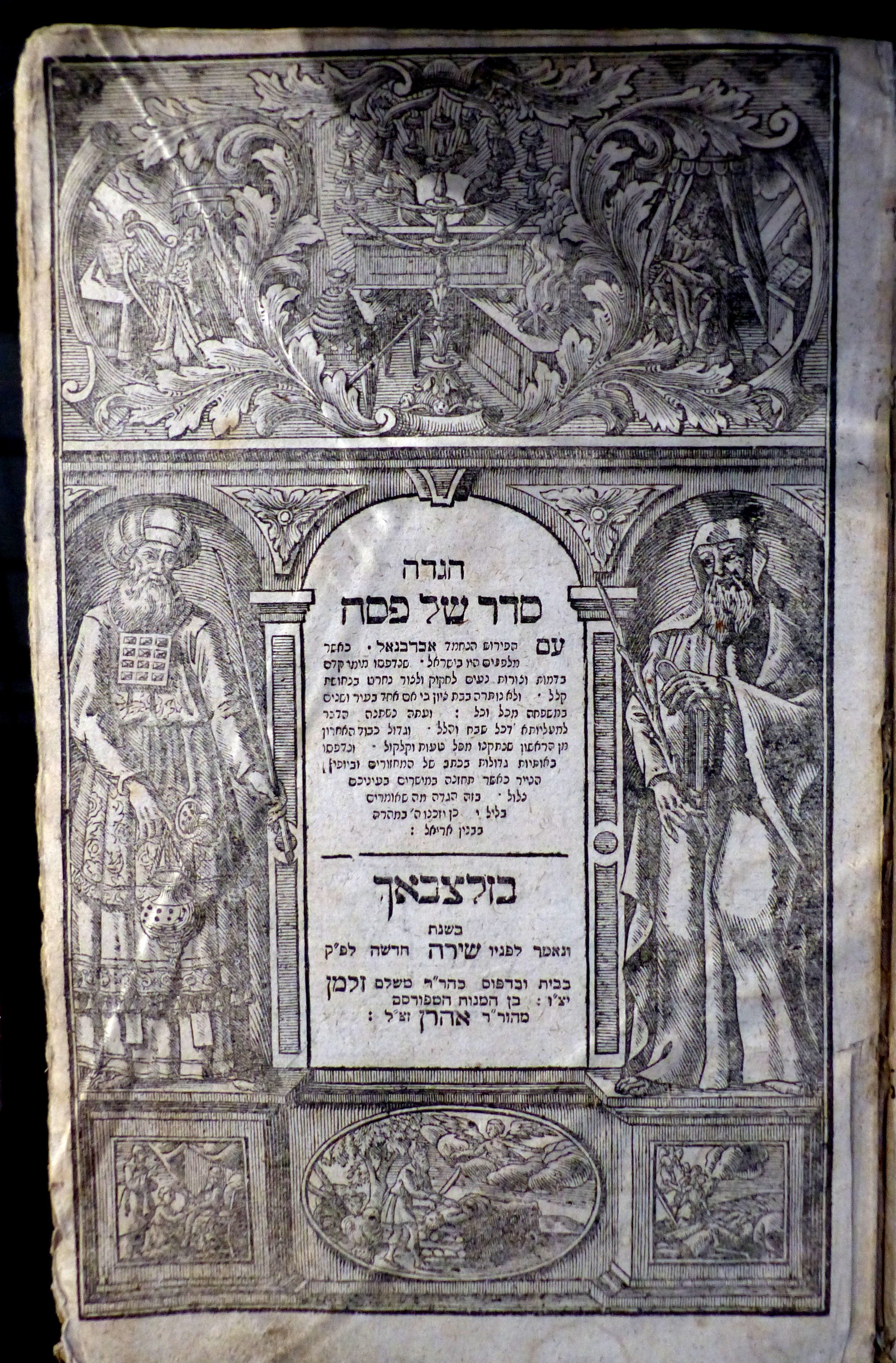
Haggadah de Meshulam ben Aaron Frankel Zalman à Sulzbach (1755).
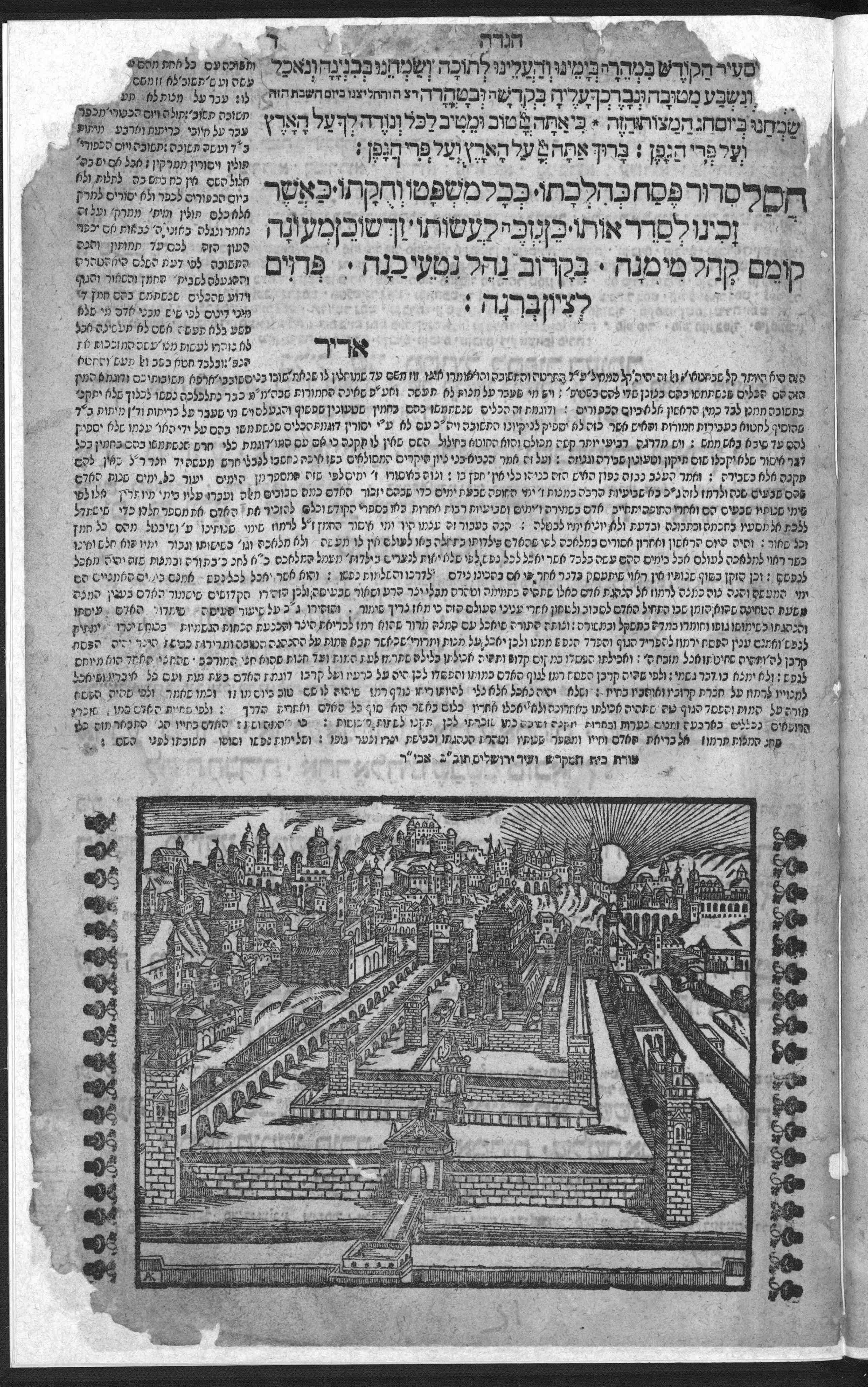
Haggadah Sulzbach, Allemagne (1755).
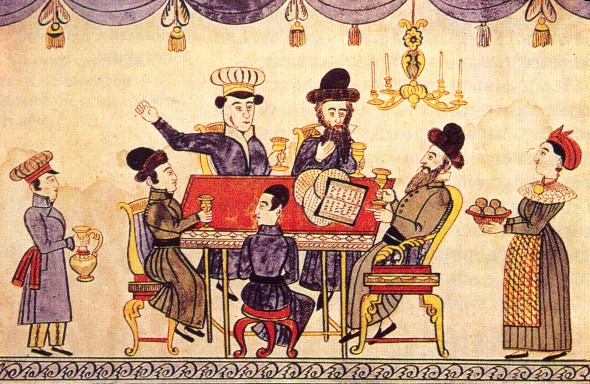
Haggadah, Loubok (1850).
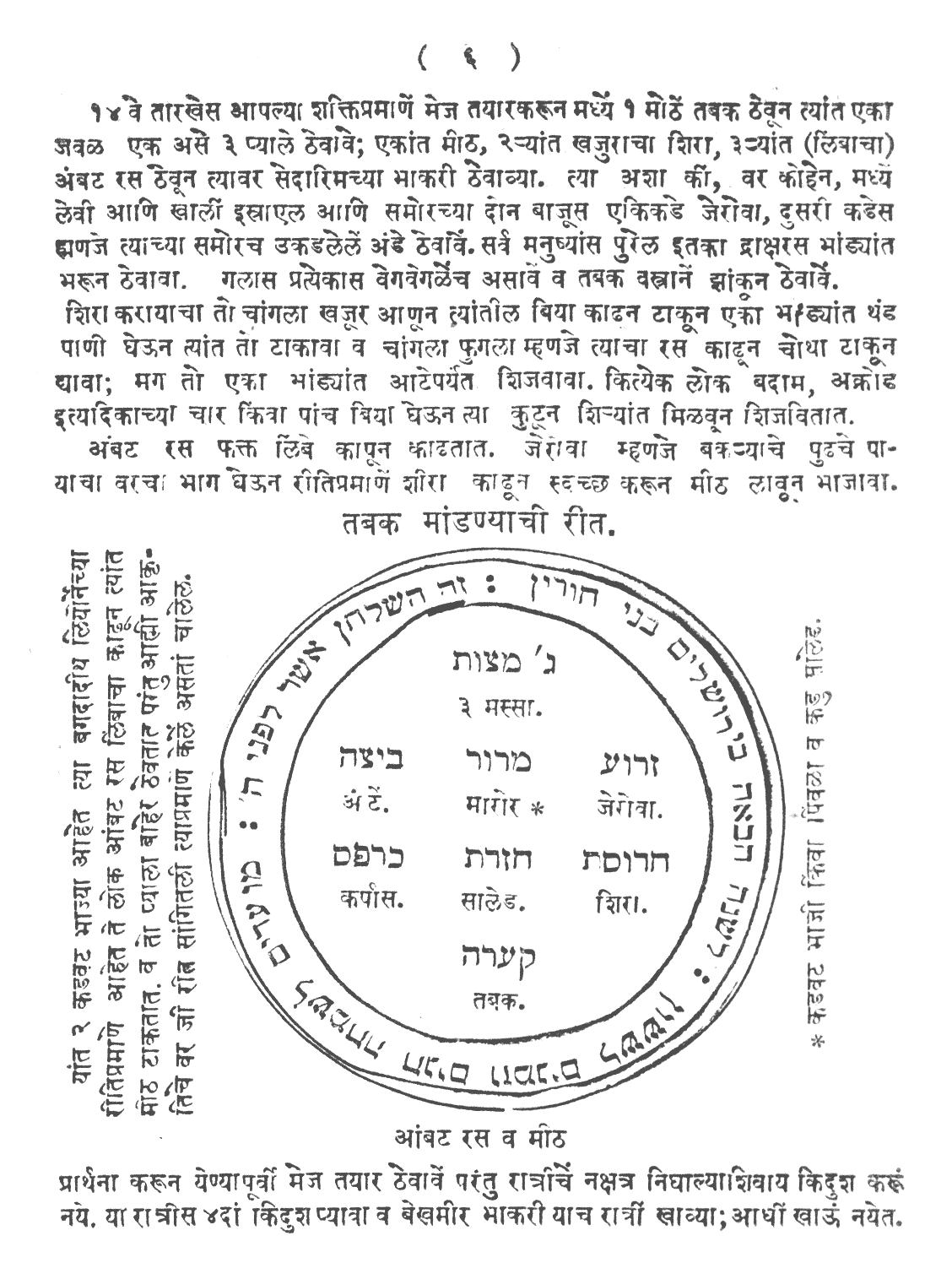
Haggadah de Mumbai en Inde (1890).
Haggadah Farhi, Le Caire (1922).
Haggadah en hébreu, judéo-arabe et français, Tunisie (1920).
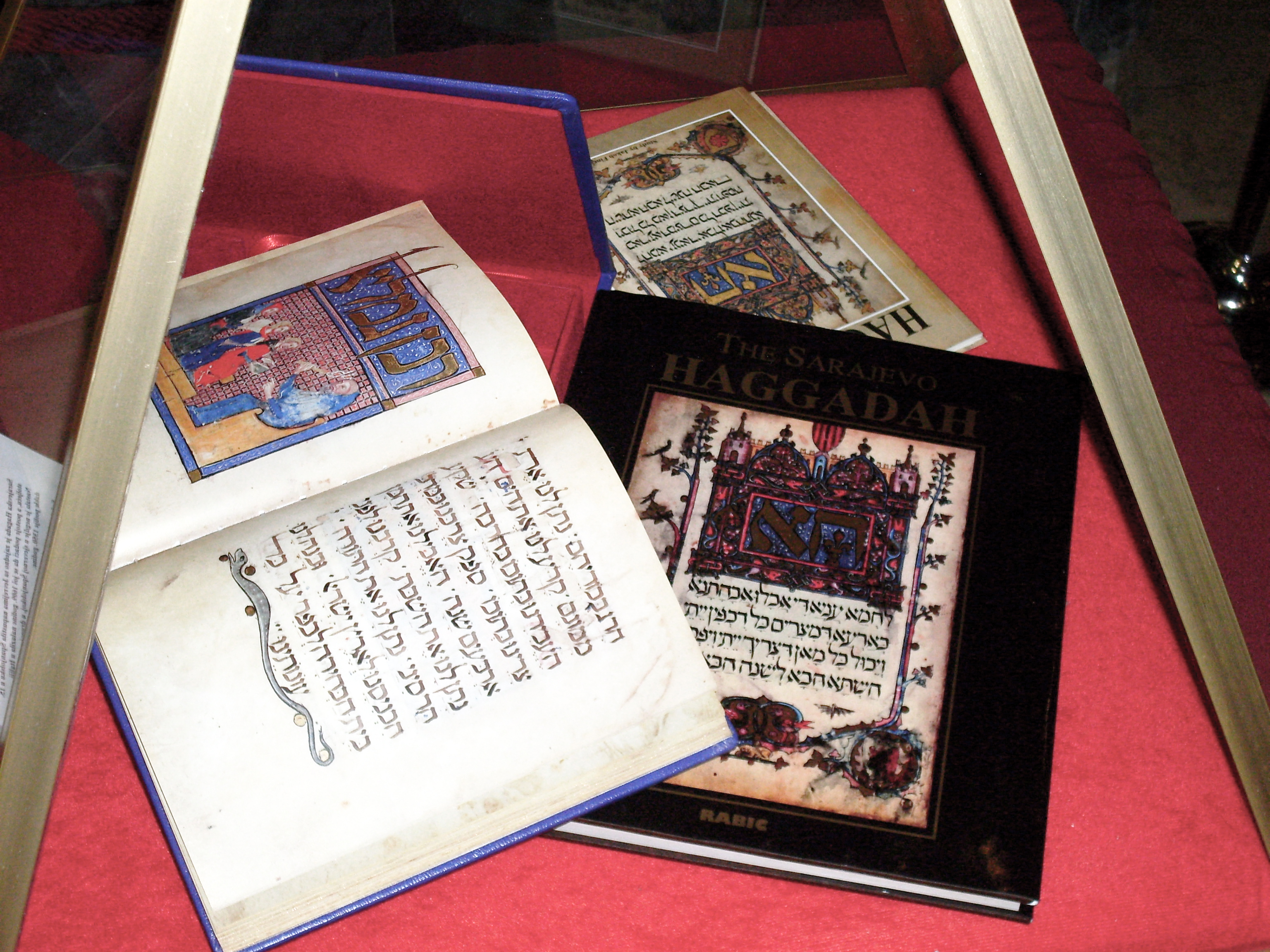
Copies de la haggadah de Sarajevo.